# Лопес, Фернандо
Фернандо Лопес (исп. Fernando Lopez; 13 апреля 1904, Илоило, зависимая от США территория Филиппины — 26 мая 1993, Илоило, Филиппины) — государственный и политический деятель Филиппин. Дважды занимал должность вице-президента страны (1949—1953 и 1965—1972).

## Биография
Родился в одной из самых зажиточных и влиятельных семей провинции. Окончил среднюю школу в колледже Сан Хуан де Летран в 1921 году, после чего поступил в Университет Санто-Томас, который окончил со степенью бакалавра юридических наук в 1925 году.
В 1945 году, не имев на тот момент никакого опыта в политике, был назначен мэром города Илоило. В 1947 году был избран сенатором от Либеральной партии, после чего в 1949 году стал вице-президентом. В 1953 году он покинул пост, но был опять избран в сенаторы, после чего в 1959 был переизбран повторно. Впоследствии, в 1965 году, уже при президенте Фердинанде Маркосе, он вторично стал вице-президентом, а в 1969 переизбран на второй срок.
Был женат с 27 мая 1924 года, имел шестерых детей.